# إدسون ألفارادو
إدسون ألفارادو (بالإسبانية: Edson Alvarado) هو لاعب كرة قدم مكسيكي في مركز الهجوم، ولد في 27 سبتمبر 1975 في ولاية خاليسكو في المكسيك. شارك مع منتخب المكسيك لكرة القدم. أما مع النوادي، فقد لعب مع تيغريس أونال وسانتوس لاغونا ونادي تيكوس ونادي غوادالاخارا ونادي مونتيري ونادي نيكاكسا.

## وصلات خارجية
- إدسون ألفارادو على موقع الاتحاد الدولي (مؤرشف)  (الإنجليزية)
- إدسون ألفارادو على موقع قاعدة بيانات كرة القدم.إي يو (الإنجليزية)
- إدسون ألفارادو على موقع ناشيونال فوتبول تيمز (الإنجليزية)
- إدسون ألفارادو على موقع أوليمبيديا (الإنجليزية)